# Zied Bhairi
Zied Bhairi (5 de fevereiro de 1981) é um futebolista profissional tunisiano que atua como defensor.

## Carreira
Zied Bhairi representou a Seleção Tunisiana de Futebol nas Olimpíadas de 2004.